# Les Moitiers-en-Bauptois
Les Moitiers-en-Bauptois ist eine Ortschaft und eine ehemalige französische Gemeinde mit 318 Einwohnern (Stand: 1. Januar 2019) im Département Manche in der Region Normandie. Sie gehörte zum Arrondissement Cherbourg und zum Kanton Sainte-Mère-Église.
Mit Wirkung vom 1. Januar 2017 wurde die bisher eigenständige Gemeinde in die damals bereits seit einem Jahr bestehende Commune nouvelle Picauville eingemeindet und hat dort den Status einer Commune déléguée. Der Verwaltungssitz befindet sich im Ort Picauville.

## Lage
Nachbarorte von Les Moitiers-en-Bauptois sind La Bonneville im Nordwesten, Étienville im Norden, die Commune déléguée Picauville im Nordosten, Cretteville im Osten, Vindefontaine im Süden und Varenguebec im Westen.

## Bevölkerungsentwicklung

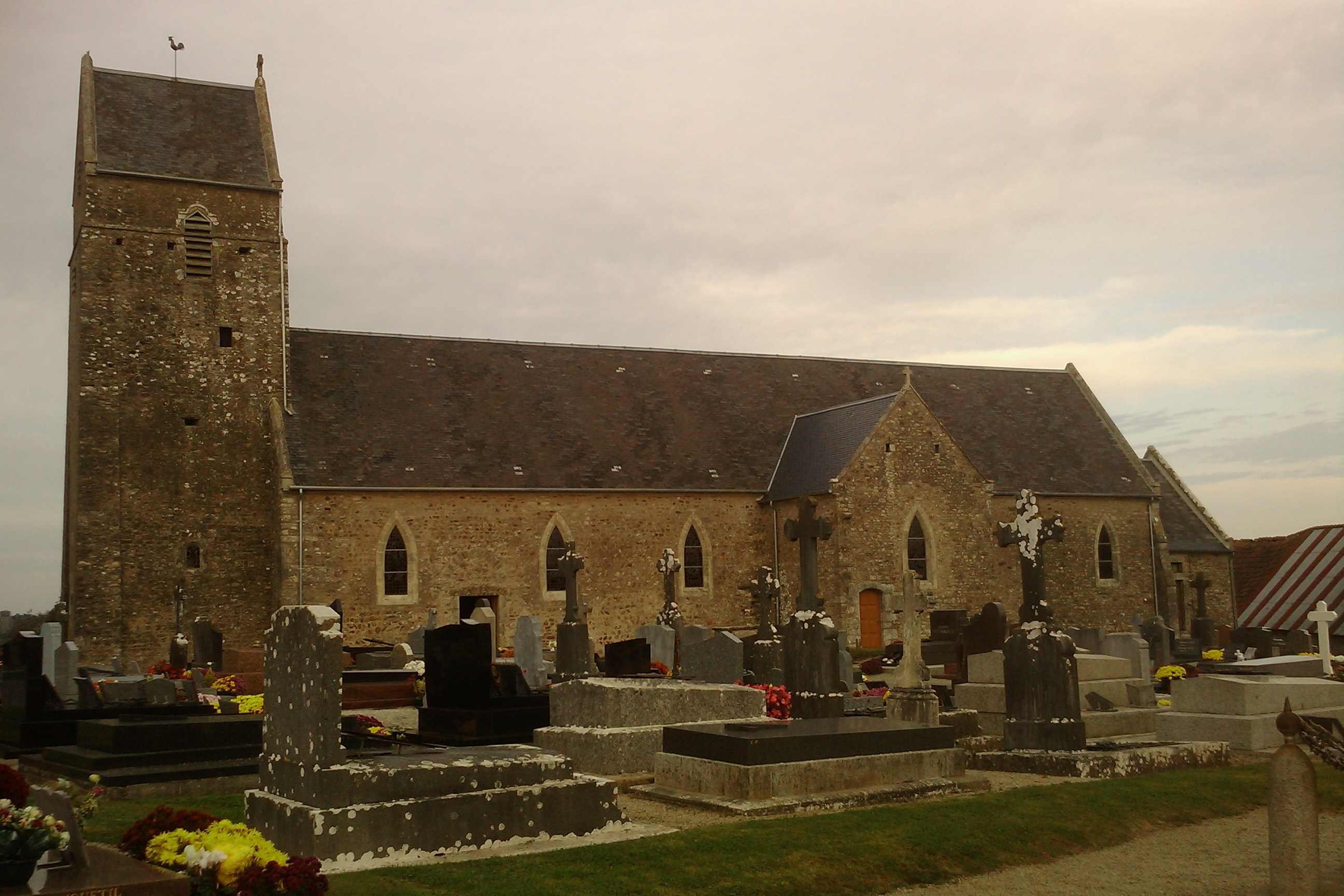
Kirche Notre-Dame

| Jahr      | 1962 | 1968 | 1975 | 1982 | 1990 | 1999 | 2008 | 2015 |
| --------- | ---- | ---- | ---- | ---- | ---- | ---- | ---- | ---- |
| Einwohner | 259  | 267  | 268  | 268  | 305  | 288  | 327  | 337  |